# هيرو تاكاتشيهو

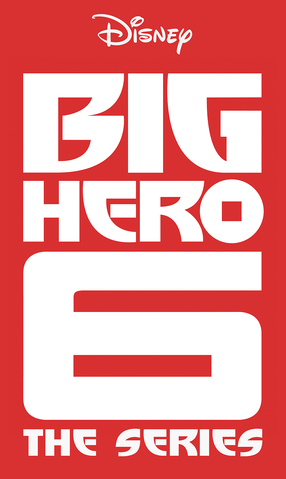
Big hero 6

هيرو تاكاتشيهو أو هيرو همادا وهو بطل فيلم كرتوني من إنتاج ديزني يسمى الأبطال الستة. يعيش في مدينة سان فرانسيسكو، وهي مدينة خيالية تجمع بين الثقافة الأمريكية واليابانية. هو مراهق عبقري يحب الروبوتات والتكنولوجيا والابتكارات. يصمم روبوتات صغيرة تسمى مايكروبوت، والتي يمكنها أن تتجمع وتأخذ أشكال مختلفة بواسطة ناقل عصبي. يفقد أخاه الأكبر تاداشي في حادث مشبوه، حزن هيرو كثيرا بعد وفاة اخيه وانعزل عن العالم. يصادق روبوت طبي اخترعه تاداشي يسمى بايماكس. يشكل هيرو فريقًا من الأبطال الخارقين مع أصدقاء تاداشي لمحاربة شخص مُقنّع يستخدم مايكروبوت للانتقام.
عمره 14 عامًا الى 15 عامًا و يعيش مع عمته كاس بعد فقدان والديه وهو صغير السن. لديه شعر أسود وعيون بنية ويرتدي سترة كحلية وقميص أحمروحذاء اصفر. لديه شخصية مغامرة وفضولية وشجاعة وذكية ومخلصة لأصدقائه. يحلم بالانضمام إلى جامعة سان فرانسيسكو للتكنولوجيا والبرمجيات.

## هوايات هيرو همادا
- القتال بالروبوتات: هو يشارك في مسابقات القتال بالروبوتات، حيث يستخدم روبوت صغير ذكي يسمى ماغنابود.
- التصميم والبرمجة: هو يصمم روبوتات صغيرة تسمى مايكروبوت، والتي يستطيع التحكم بها بواسطة ناقل عصبي.
- المغامرة والإثارة: هو يحب المغامرة والإثارة، ويلحق بشخص مقنع يستخدم مايكروبوت للانتقام. كما يشارك في مطاردات مع أصدقائه ضد المجرمين.

## أخ هيرو همادا
تاداشي همادا هو شخصية في فيلم الأبطال الستة من ديزني. هو أخ هيرو الأكبر ومخترع إنسان آلي يدعى بايماكس. هو طالب موهوب في مجال الروبوتات ويعيش في مدينة سان فرانسسكو. هو صديق لأربعة طلاب آخرين في جامعة للتكنولوجيا: غوغو، واسابي، هوني وفريد. يموت تاداشي في حريق نشب في معرض للعلوم، بعد أن حاول إنقاذ أستاذه روبرت كالاهان. يصبح تاداشي مصدر إلهام وحزن لهيرو، الذي يكتشف أن حادثة الحريق كانت مدبرة من قبل شخص مقنع يستولى على اختراع هيرو المسمى مايكروبوت. تاداشي هو شخصية ذات شخصية لطيفة ومسؤولة ومحبة لأخيه وأصدقائه

## اصدقاء هيرو همادا
- بايماكس: هو روبوت طبي اخترعه تاداشي همادا. هو مصمم للحفاظ على سلامة الناس وتقديم الإسعافات الأولية. يصبح صديقًا لهيرو بعد وفاة تاداشي، ويساعده في محاربة المقنع. يتحول إلى روبوت قتالي بعد أن يصمم له هيرو بذلة خاصة.
- غوغو توماغو: هي طالبة في جامعة سان فرانسسكو للتكنولوجيا والبرمجيات، وهي صديقة تاداشي. هي مخترعة دراجة ذات عجلات مغناطيسية، وهي تحب السرعة والإثارة. تصبح عضوة في فريق الأبطال الستة، وتستخدم بذلة تسمح لها بالانزلاق على الأرض والهواء.
- واسابي نودل: هو طالب في جامعة سان فرانسسكو للتكنولوجيا والبرمجيات، وهو صديق تاداشي. هو مخترع ليزر قادر على قطع أي شيء، وهو يحب النظافة والنظام. يصبح عضوًا في فريق الأبطال الستة، ويستخدم بذلة تحتوي على ليزر مثبت على ذراعه.
- هانى ليمون: هي طالبة في جامعة سان فرانسسكو للتكنولوجية والبرمجية، وهي صديقة تاداشى. هى مخترعة بخاخ يغير خصائص المادة بفعل التفاعلات الكيميائية، وهى تحب الحلوى والدباديب. تصبح عضوة في فريق الأبطال الستة، وتستخدم بذلة تسمح لها بإطلاق كرات من المادة المغيرة.
- فرد فرديناندس: هو طالب في جامعة سان فرانسسكو للتكنولوجية والبرمجية، وهو صديق تاداشى. هو لا يخترع شيئًا، لكنه يحب قصص الأبطال المصورة وأزياء الأشباح. يصبح عضوًا في فريق الأبطال الستة، ويلبس زى يشبه التنِّين يستطيع التحول إلى وحش ناري أو جليدي أو كهربائي أو مائي بواسطة أزرار على زيه. يكشف في نهاية الفيلم أنه ابن ملياردير ثري، وأن منزله هو متحف للأبطال المصورة.

1. ↑  "https://www.imdb.com/title/tt2245084/". مؤرشف من الأصل في 2023-08-19. {{استشهاد ويب}}: روابط خارجية في |عنوان= (مساعدة)